# Parafia Świętej Rodziny w Gdańsku
Parafia Świętej Rodziny w Gdańsku – parafia rzymskokatolicka usytuowana w Gdańsku. Należy do dekanatu Gdańsk-Dolne Miasto w archidiecezji gdańskiej. Została ustanowiona 10 lipca 1948 roku.
Proboszczem parafii od 2009 do 23 stycznia 2025 był ks. kan. Tadeusz Ławicki. Od 23 stycznia 2025 do 30 czerwca 2025  administratorem parafii był ks. Mikołaj Dacko, od 1 lipca 2025 proboszczem parafii jest ks. Krzysztof Nowak.  